# Etúcuaro
Etúcuaro es una localidad situada en el Municipio de Tangancícuaro, Estado de Michoacán de Ocampo, México. Es el primero de los once pueblos de la cañada. Sus habitantes son una rama de la nación tarasca, que primero fundara Chilchota. 
Etúcuaro está a 1720 m s.n.m. y su principal actividad es la agricultura y la ganadería. Se localiza a 10 km de la cabecera municipal. Con un clima anual promedio de 25 °C.

## Toponimia
Etimológicamente la palabra Etúcuaro es de origen purépecha, significa lugar salado o lugar de sal.

## Extensión territorial
La tenencia de Etúcuaro, tiene una extensión territorial de 1318 ha; de las cuales 120 corresponden a pequeñas propiedades, 825 son tierras comunales y 364 son tierras ejidales.

## Límites
Limita al norte con la comunidad de El Valle de Guadalupe; al sur con Chilchota; al oriente, con la comunidad de Chilchota y el municipio de Tlazazalca, y al poniente, con la comunidad de Gómez Farías “barrio sur” y comunidad de Tangancícuaro, con el río Duero de por medio.

## Población
La población es de 386 menores de edad y 811 adultos, de los cuales 248 tienen más de 60 años.

### Población indígena en Etúcuaro
14 personas en Etúcuaro viven en hogares indígenas. Un idioma indígena lo hablan algunos de los habitantes de más de 5 años de edad 7 personas. El número de los que solo hablan un idioma indígena pero no hablan castellano es 0, y los bilingües 4.

## Estructura social
Derecho a atención médica por el seguro social, tienen 561 habitantes de Etúcuaro.

## Economía
En Etúcuaro hay 355 hogares. De estas 349 viviendas, 47 tienen piso de tierra y 5 consisten de una sola habitación. 337 de las viviendas tienen instalaciones sanitarios, 341 son conectadas al servicio público, 344 tienen acceso a energía eléctrica. La estructura económica permite a 4 viviendas tener una PC, 137 una lavadora y 315 un televisor.

## Educación
- Colegio Benito Juárez, escuela de primaria en portal Morelos Nº 2.
- Escuela telesecundaria ESTV16 37 escuela media, en Netzahualcóyotl Nº 69 en el mismo sitio donde está ubicado el preescolar ahí se imparte educación básica (telesecundaria).
- Colegio Luis Murguía Guillen, de preescolar, en calle Netzahualcóyotl Nº 69, y es de control público (federal transferido).

En Etúcuaro hay 91 analfabetos de 15 y más años, 14 de los jóvenes entre 6 y 14 años no asisten a la escuela. De la población a partir de los 15 años, 90 no tienen ninguna escolaridad, 611 tienen escolaridad incompleta. 114 escolaridad básica y 58 educación postbásica. Un total de 38 de la generación de jóvenes entre 15 y 24 años de edad han asistido a la escuela, la mediana escolaridad entre la población es de 5 años.